# Arradon
Arradon település Franciaországban, Morbihan megyében. Lakosainak száma 5820 fő (2022. január 1.). Arradon Ploeren, Vannes és Baden községekkel határos.

## Népesség
A település népességének változása:
| Lakosok száma | 1976 | 3706 | 4317 | 5125 | 5514 | 5413 | 5340 | 5392 | 5549 | 5820 |
|               | 1968 | 1982 | 1990 | 2006 | 2013 | 2015 | 2017 | 2019 | 2020 | 2022 |